# Невероятно
«Невероятно» (англ. «Improbable») — 13-й эпизод 9-го сезона сериала «Секретные материалы». Премьера состоялась 7 апреля 2002 года на телеканале FOX. Эпизод принадлежит к типу «монстр недели» и никак не связан с основной «мифологией сериала», заданной в первой серии.
Режиссёр и автор сценария — Крис Картер, приглашённые звёзды — Бёрт Рейнольдс, Эллен Грин, Джон Капелос, Рэй Маккиннон, Трэвис Рикер, Анджело Вакко, Шеннон Морин Браун, Эми Д'Алессандро.
В США серия получила рейтинг домохозяйств Нильсена, равный 5,1, который означает, что в день выхода серию посмотрели 9,1 миллионов человек.
Главные герои сериала — агенты ФБР, расследующие сложно поддающиеся научному объяснению преступления, называемые Секретными материалами.. Сезон концентрируется на расследованиях агентов Даны Скалли (Джиллиан Андерсон), Джона Доггетта (Роберт Патрик) и Моники Рейс (Аннабет Гиш).

## Сюжет
Рейс вместе с агентами расследуют дело серийного убийцы, который использует нумерологию для выбора своих жертв. Вскоре она и Скалли встречают необычного человека, который может оказаться больше помехой, чем помощью.